# Biserica „Adormirea Maicii Domnului” din Merișani
Biserica Adormirea Maicii Domnului este un monument istoric aflat pe teritoriul satului Merișani.

## Istoric
Biserica parohială Merișani, cu hramul ”Adormirea Maicii Domnului”  (15 august), a fost ridicată în anul 1820, în timpul domnitorului Alexandru Șuțu,  pe locul unei alte biserici de lemn, ce fusese mistuită într-un incendiu, așa cum reiese din Pisania bisericii. În Lista monumentelor istorice ale județului Argeș, apare ca an al construcției 1808.
Ctitorii ei au fost familiile Viișoreanu, Bucșenescu și Rătescu.
În anul 1892, în urma unui incendiu, biserica a fost restaurată cu ajutorul familiei Grădișteanu.
În urma cutremurului din 1940, puternic  avariată, a fost din nou restaurată, în anul 1943 pictura fiind executată de renumitul Gogu Belizarie.
Avariată încă o dată, în urma cutremurului din 1977, biserica a fost reparată în anul 1981 prin grija Consiliului parohial.
În anul 1986, un nou cutremur a afectat construcția și pictura , cu sprijinul preotului paroh Ion Macarie și a Consiliului parohial,  a fost din nou restaurată  în anul 1989, de către pictorul Ioana Nicolae.

## Arhitectura
Biserica este construită in stil neobizantin, în formă de corabie, fără abside, cu 2 turle .
De-a stânga și de-a drepta intrării, se află  câte un pomelnic din piatră, inscripționat în chirilică, pentru morți și pentru vii și, care se presupune, că se află acolo încă de la construirea bisericii.
Este compusă din : pridvor, pronaos, naos și altar.
Este inclusă în Lista monumentelor istorice din România,  având codul de clasificare AG –II-m-B-13736.